# 오크우드역

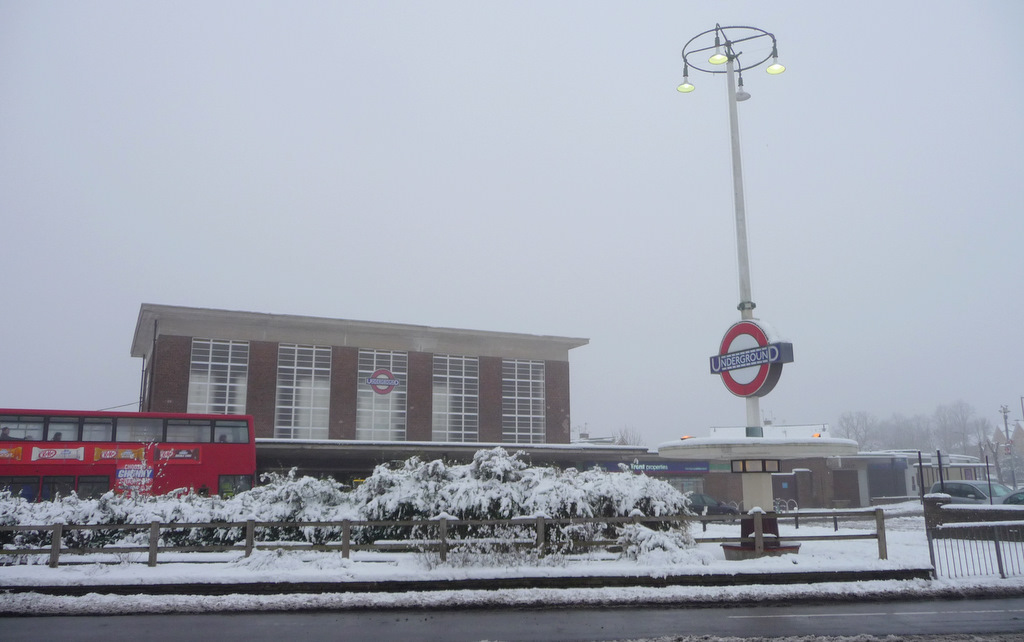

오크우드역(Oakwood)는 피카딜리선의 런던 지하철 역이다. 이 역은 사우스게이트와 콕포스터스역 사이 노선에서 두 번째로 가장 북쪽에 있는 역이며 트래블카드 존 5(Travelcard Zone 5)에 있다. 이 역은 엔필드(Enfield, N14)의 오크우드 지역 가장자리에 있으며 브램리 로드(Bramley Road, A110) 및 체이스 로드(Chase Road) 교차점에 위치해 있다. 이 역은 2007년 10월과 12월 사이에 역을 업그레이드한 후 계단 없이 접근할 수 있다.